# Масажа простате
Масажа простате или масажа кестењаче мануелна је стимулација мушке простате у медицинске сврхе или у циљу сексуалне стимулације.
Простата је орган који учествује у циклусу сексуалног одговора и неопходна је за производњу сперме. Због своје близине предњем зиду ректума, може се палпирати и прстима стимулисати преко предњег зида ректума или споља преко перинеума.

## Историја
Масажа простате као некада најпопуларнија терапијска метода која се користила за лечење простатитиса, данас је скоро напуштен као примарна терапија 1960-их.
Крајем 1990-их, неефикасност лекова за лечење хроничног простатитиса довела је до кратког оживљавања интересовања за масажу простате.
У скорашњим истраживањима, међутим, масажа простате се није доказала као метода која побољшава исход терапије у поређењу са антибиотицима.
Ова пракса се још увек нешто масовније користи у неким деловима Кине.

## Масажа простате у медицини

### Дигитални ректални преглед
Масажа простате је саставни део дигиталног ректалног прегледа (ДРП) који код мушкарца омогућава опипавање чворове рака простате и добијање узорака простатичног секрета (ЕПС) за микроскопију и микробиолошку културу код скрининг на простатитис.

### Терапија за простатитис
Крајем 1990-их, мали број лекара који је покушало да масажом простате у комбинацији са антибиотицима покуша лечење хроничног бактеријског простатитиса добио је неизвесне резултате.
У недавним испитивањима, међутим, није се показало да масажа простате побољшава резултате у поређењу само са лечењем антибиотицима. Као последица лоших налаза, масажа простате данас није званично прихваћена као терапијска метода у медицини за лечење било ког медицинског поремећаја. У том смислу требало би имати у виду да масажа простате никада не би требало да се ради код пацијената са акутним простатитисом, јер се током ове манипулације инфекција може проширити на друге делове тела.

## Ризици
Документовано је да снажна масажа простате има штетне последице, као што су: 
- перипростатично крварење,[6]
- целулитис,
- септикемија,
- могуће сметње у функционисању простате,
- метастазе рака простате у друге делове тела,
- појава хемороида и ректалних фисура.[7][8]